# Lamellipalpus
Lamellipalpus is een geslacht uit de familie glimwormen (Lampyridae). De wetenschappelijke naam van de soort werd voor het eerst geldig gepubliceerd in 1921 door Maulik.

## Soorten
BioLib somt de volgende soorten op:
- Lamellipalpus atripalpis Brancucci & Geiser, 2009
- Lamellipalpus bombayensis Maulik, 1921
- Lamellipalpus brendelli Wittmer, 1995
- Lamellipalpus constantini Brancucci & Geiser, 2007
- Lamellipalpus flavomarginatus Brancucci & Geiser, 2009
- Lamellipalpus kubani Brancucci & Geiser, 2009
- Lamellipalpus longipalpis Brancucci & Geiser, 2009
- Lamellipalpus manipurensis Maulik, 1921
- Lamellipalpus nepalensis Brancucci & Geiser, 2009
- Lamellipalpus nigripennis (Pascoe, 1887)
- Lamellipalpus pacholatkoi Brancucci & Geiser, 2009
- Lamellipalpus sinuaticollis Brancucci & Geiser, 2009
- Lamellipalpus unicolor Kawashima, 2010